# Sven Thorgren
Sven Magnus Rickard Thorgren (Sollentuna, 4 oktober 1994) is een Zweedse snowboarder die gespecialiseerd is op de onderdeel Slopestyle. Hij vertegenwoordigde zijn land op de Olympische Winterspelen 2014 in Sotsji.

## Carrière
Bij zijn wereldbekerdebuut, op 30 oktober 2010 op de Bigair-wedstrijd in Londen, scoorde Thorgren direct wereldbekerpunten. Op de FIS wereldkampioenschappen snowboarden 2011 in La Molina eindigde hij als 38e op het onderdeel slopestyle. In januari 2013 behaalde de Zweed in Copper Mountain zijn eerste toptienklassering in een wereldbekerwedstrijd. In Stoneham-et-Tewkesbury nam Thorgren deel aan de FIS wereldkampioenschappen snowboarden 2013. Op dit toernooi eindigde hij als achttiende op het onderdeel slopestyle. Op 16 maart 2013 stond hij een eerste maal op het podium van een wereldbekerwedstrijd toen hij derde werd op de slopestyle in Špindlerův Mlýn. In het seizoen 2012/2013 eindigde de Zweed op de tweede plaats in het eindklassement van de wereldbeker op de slopestyle. Tijdens de Olympische Winterspelen van 2014 in Sotsji eindigde Thorgren als vierde op het onderdeel slopestyle.
Op de FIS wereldkampioenschappen snowboarden 2017 in de Spaanse Sierra Nevada eindigde hij als zesde op het onderdeel big air. Op 24 november 2018 boekte de Zweed in Beijing zijn eerste wereldbekerzege.

## Resultaten

### Olympische Winterspelen
| Jaar | Plaats | Resultaten    |
| ---- | ------ | ------------- |
| 2014 | Sotsji | 4e Slopestyle |

### Wereldkampioenschappen
| FIS  | FIS                    | FIS            |
| Jaar | Plaats                 | Resultaten     |
| ---- | ---------------------- | -------------- |
| 2011 | La Molina              | 38e Slopestyle |
| 2013 | Stoneham-et-Tewkesbury | 18e Slopestyle |
| 2017 | Sierra Nevada          | 6e Big air     |

### Wereldbeker
Eindklasseringen
| Seizoen   | Algm | BA  | SBS    |
| --------- | ---- | --- | ------ |
| 2010/2011 | 91e  | 47e | -      |
| 2011/2012 | 91e  | 38e | -      |
| 2012/2013 | 18e  | -   | Zilver |
| 2013/2014 | 54e  | -   | 23e    |
| 2016/2017 | 45e  | 68e | 17e    |

Wereldbekerzeges
| Datum            | Plaats  | Onderdeel |
| ---------------- | ------- | --------- |
| 24 november 2018 | Beijing | Big air   |